# LeKlein
Vanesa Cortés Ramos conocida artísticamente como LeKlein o Vanesa Klein (Talavera de la Reina, 1979) es una cantante, deejay y compositora española.
Fue una de las tres personas finalistas del concurso de RTVE para elegir al representante español en el Festival de la Canción de Eurovisión 2017. LeKlein compitió en febrero de 2017 (con cinco artistas seleccionados internamente por RTVE) para poder representar a España en el Festival de la Canción de Eurovisión 2017, que tuvo lugar en la ciudad de Kiev (Ucrania).

## Biografía

### Inicios
Nacida en Talavera de la Reina en el seno de una familia de cinco hermanas, inició profesionalmente su carrera dentro del mundo de la música en el ámbito del género Pop rock, logrando ya por entonces una gran aceptación por parte del público. En sus inicios realizó diversas colaboraciones con destacados artistas como el argentino Coti y los españoles Rosario o Raimundo Amador, que hicieron orientar su trayectoria artística hacia la fama a nivel nacional.[cita requerida]
En el 2002 ya ganó el que fue su primer premio, dentro de la categoría de artista revelación, que le fue otorgado por Los 40 Principales y la marca de telefonía Movistar.[cita requerida]
También por primera vez se logró colocar en los top ten de las listas musicales más importantes de toda España con su canción "Puedo Ser" y además en su labor de compositora estuvo bastante solicitada para componer canciones a la cantante Chenoa o el grupo D'Nash.[cita requerida]
Posteriormente se dedica a componer y cantar temas de música "disco" lo que le valió ser vocalista residente en la famosa discoteca ibicenca Amnesia, y su fiesta "Matineé" realizando varias giras por todo el mundo en países como Gran Bretaña, Alemania, Brasil y Rusia. Durante esta época ha tenido colaboraciones con varios Dj internacionales como Taito Tikaro junto con el cual obtuvo un rotundo éxito con canciones como "I´m adicted". [cita requerida]
Leklein, como Vanesa Klein, ha ganado premios como el Vicious Music Awards de música electrónica y el reconocimiento de su propia tierra con el Premio de la Música y las Artes Escénicas Ciudad de Talavera.[cita requerida]

### Eurovisión (2017)
Finalizando 2016, ella decidió intentar ir a Eurovisión, primero se presentó al Eurocasting, llegando a ser una de las 30 canciones seleccionadas, posteriormente, en la fase del jurado, llegó al TOP 3 y el 12 de enero de 2017 se alzó con la victoria con la canción "Ouch!".
Tras este triunfo, forma parte de la final de Objetivo Eurovisión que tuvo lugar el 11 de febrero de 2017 e intentó, al igual que otros cinco concursantes llevarse la oportunidad de ir a Kiev en representación de España, pero quedó en 3ª posición con 52 puntos (en 2ª posición con 22 puntos del jurado presente en plató empatando con Mirela y en 2ª posición con 30 puntos en el Televoto).
Más tarde, fue elegida como la representante española en el festival OGAE Second Chance Contest 2017, quedando en sexta posición con 124 puntos de 22 países participantes.

## Vida personal
Es expareja de la Miss España Universo 2013 Patricia Yurena. El 18 de agosto de 2014 manifestó públicamente su homosexualidad debido a que su expareja Patricia Yurena publicó una fotografía con la cantante Vanesa Klein. En la misma, Yurena escribió "Romeo and Julliet". En 2016 se dio la relación por finalizada.[cita requerida]